# 오언 로버츠 국제공항

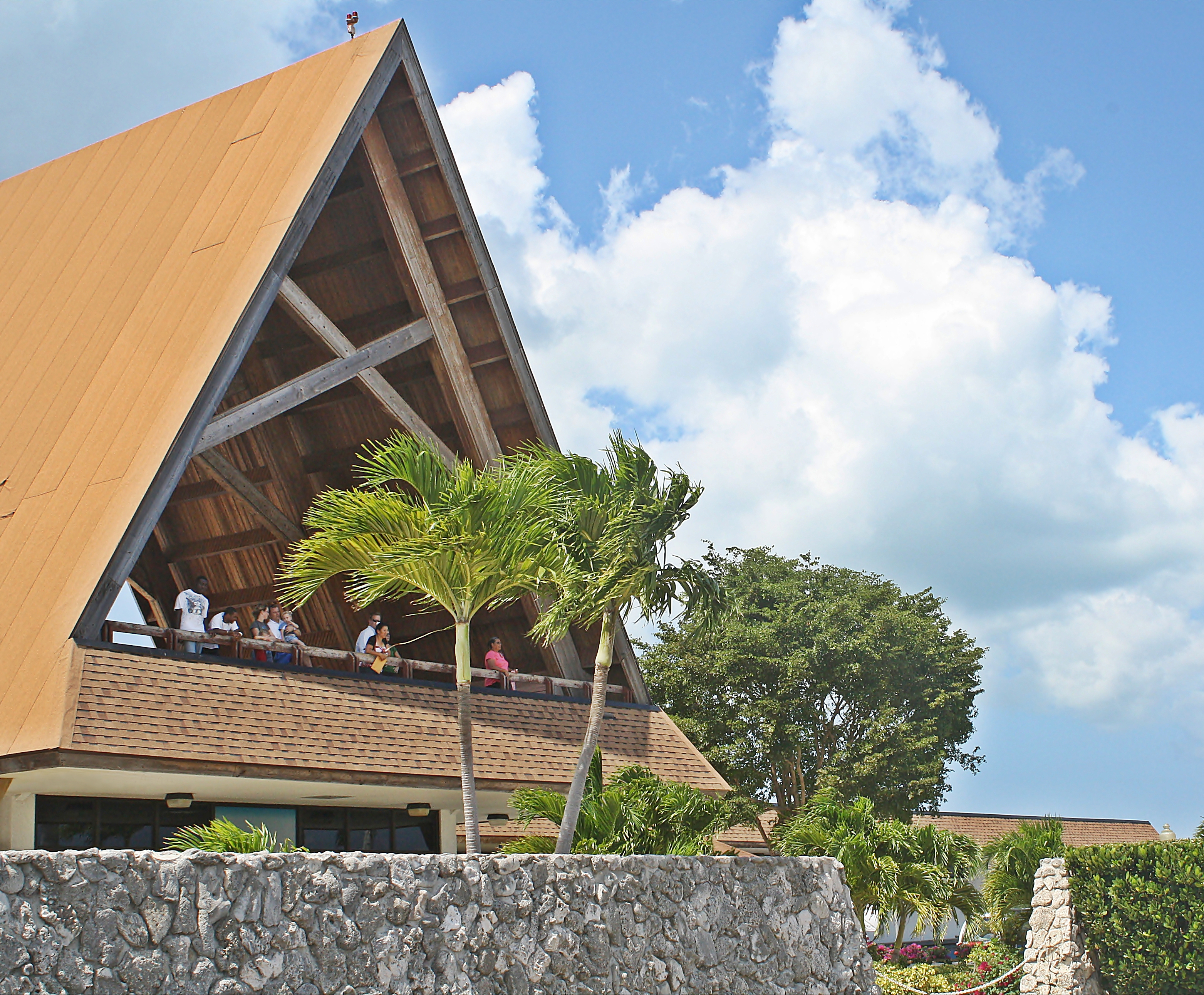

오언 로버츠 국제공항(Owen Roberts International Airport, 오웬 로버츠 국제공항, IATA: GCM, ICAO: MWCR)은 케이맨 제도 그랜드 케이맨을 서비스하는 공항이다. 케이맨 제도의 주요 국제 공항이자 케이맨 항공이 주로 이용하는 공항이다. 이 공항의 이름은 영국의 왕립공군 소속 중령 오언 로버츠의 이름을 따서 지어졌다. 그는 국가의 상업 비행의 선구자였다.